# Asplundia rivularis
Asplundia rivularis là một loài thực vật có hoa trong họ Cyclanthaceae. Loài này được (Lindm.) Harling miêu tả khoa học đầu tiên năm 1954.